# Turawa
Turawa ist eine Ortschaft im Powiat Opolski der polnischen Woiwodschaft Oppeln. Sie ist Sitz der gleichnamigen Landgemeinde mit über 1100 Einwohnern.

## Geographie

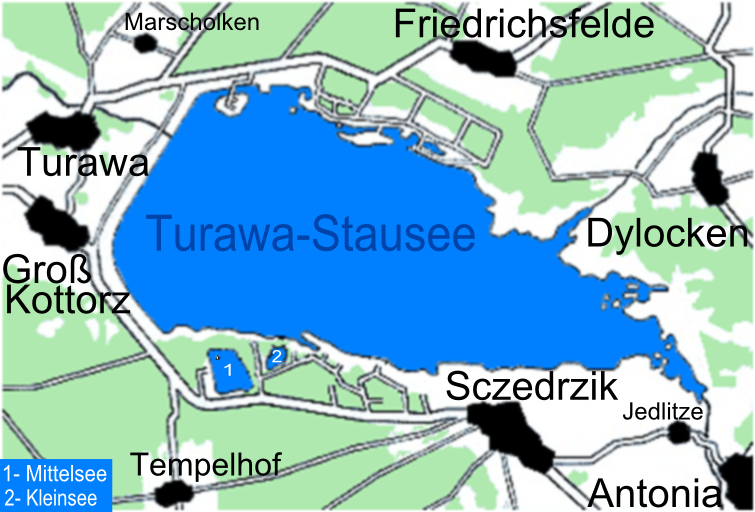
Lage von Turawa am Turawa-Stausee

### Geographische Lage
Turawa liegt in der historischen Region Oberschlesien im Oppelner Land. Der Ort liegt vierzehn Kilometer nordöstlich von der Kreisstadt und Woiwodschaftshauptstadt Opole (Oppeln).
Turawa liegt in der Nizina Śląska (Schlesischen Tiefebene) innerhalb der Równina Opolska (Oppelner Ebene). Der Ort liegt beidseitig der Mała Panew (dt. Malapane), einem rechten Zufluss der Oder. Östlich des Dorfes liegt der Turawa-Stausee (poln. Jeziora Turawskie), eine Talsperre mit den Zuflüssen der Malapane und Libawa.

### Ortsteile
Zum Dorf selbst gehört der rechts der Malapane gelegene Weiler Marscholken (poln. Marszałki).

### Nachbargemeinden
Nachbarorte von Turawa sind im Norden der Weiler Marscholken (Marszałki), im Süden Groß Kottorz (Kotórz Wielki), im Südwesten Klein Kottorz (Kotórz Mały) und im Westen Wengern (Węgry).

## Geschichte

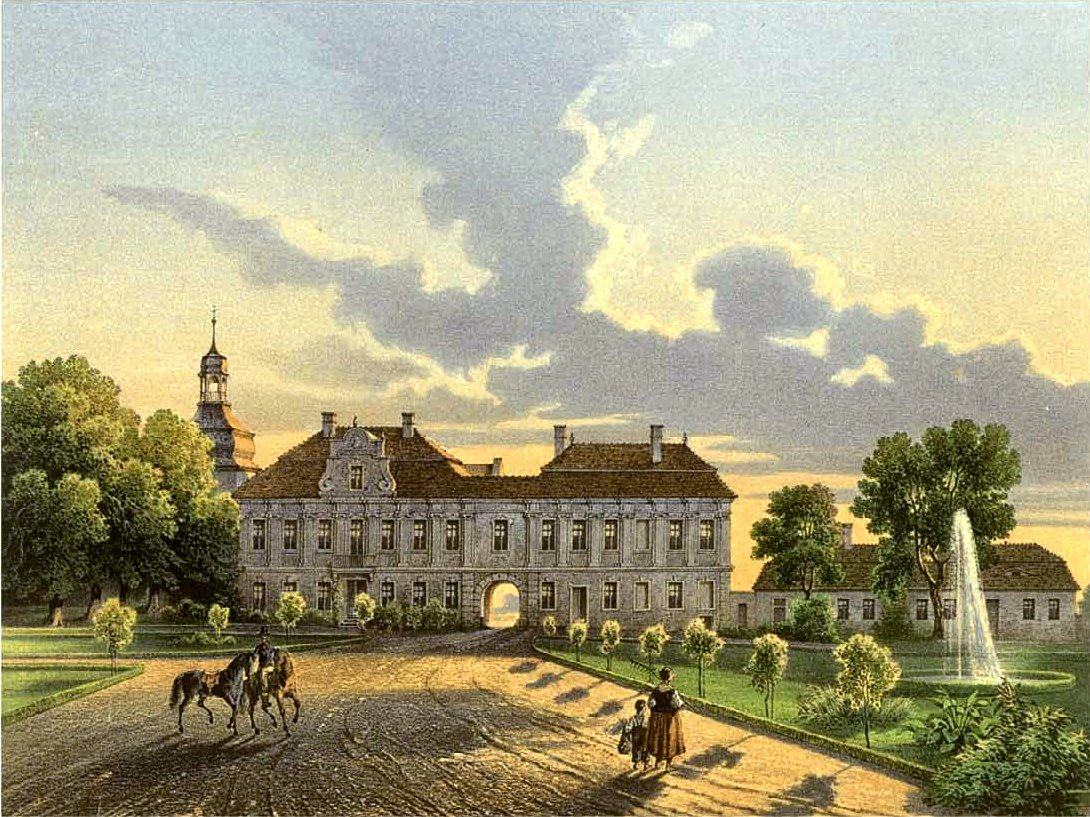
Schloss Turawa auf einem Stich aus der Mitte des 19. Jahrhunderts

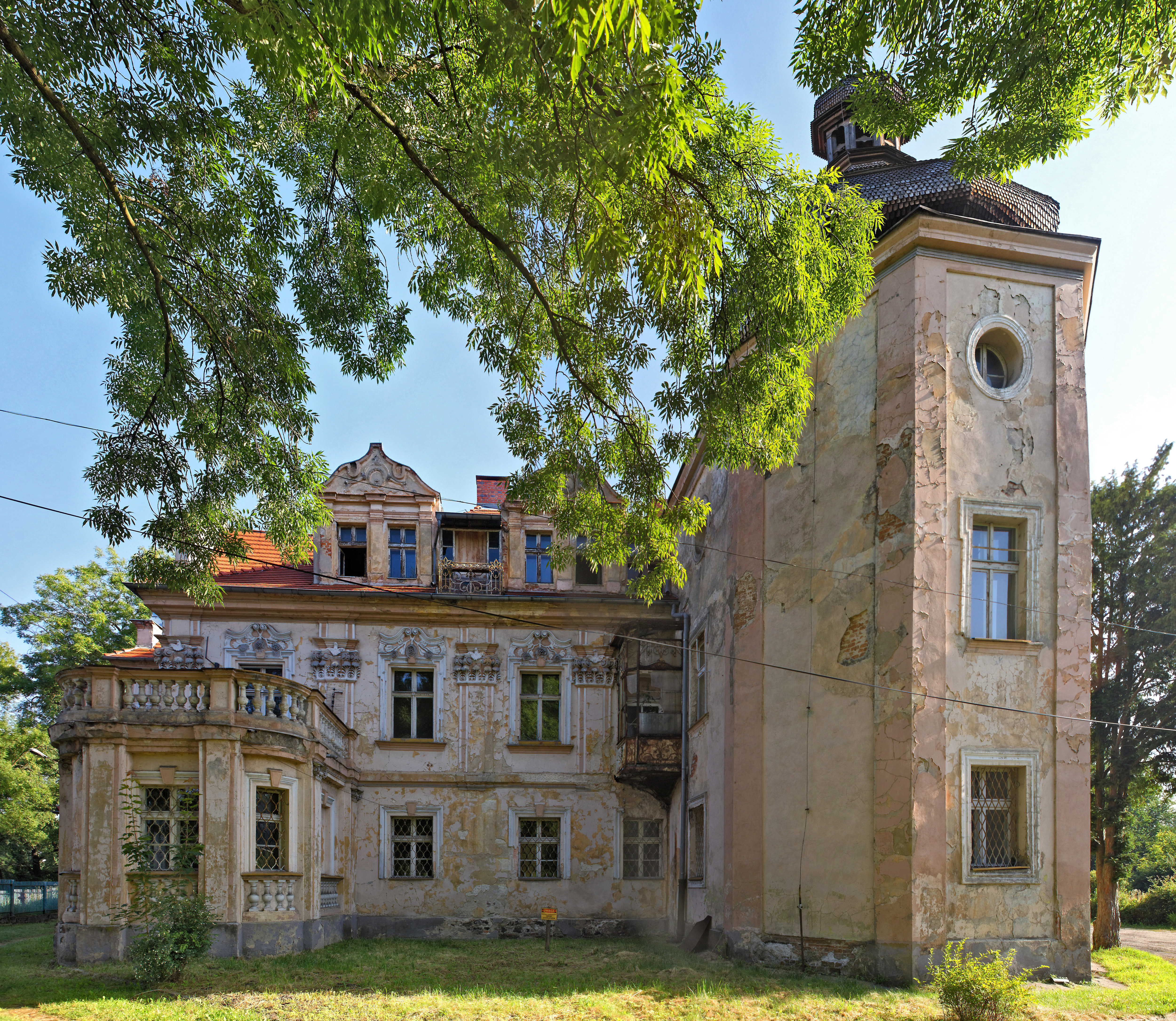
Schloss in Turawa

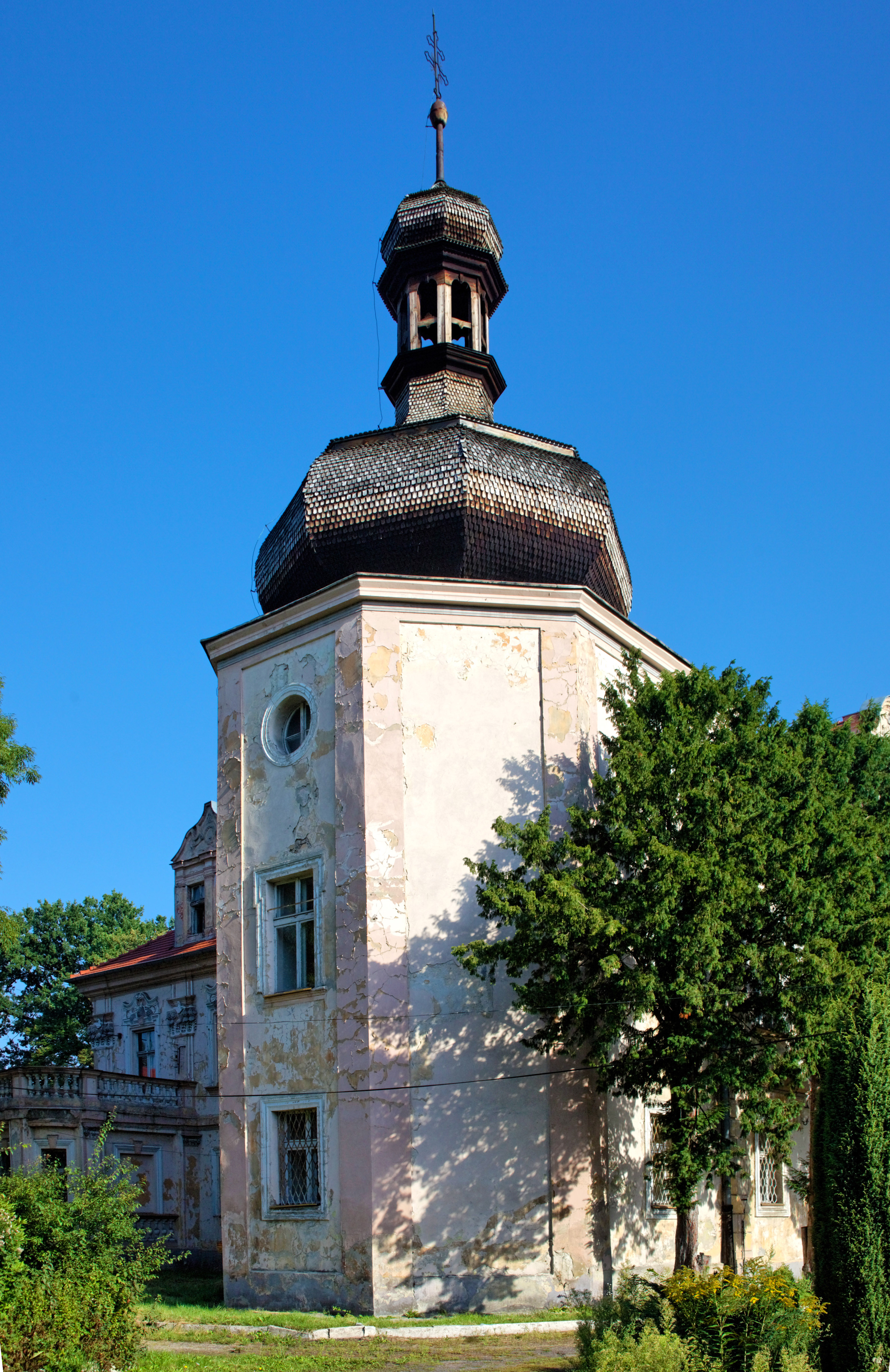
Schlosskapelle mit barockem Turm

Ehemaliger Marstall

Die Ortschaft wird im Jahr 1562 zum ersten Mal erwähnt. Der Name Turawa leitet sich aus dem polnischen Wort tur ab und bedeutet Auerochse.
Zwischen 1728 und 1730 wurde das Schloss Turawa erbaut. Nach dem Ersten Schlesischen Krieg im Jahr 1742 fiel Turawa mit dem größten Teil Schlesiens an Preußen.
Nach der Neuorganisation der Provinz Schlesien gehörte die Landgemeinde Turawa ab 1816 zum Landkreis Oppeln im Regierungsbezirk Oppeln. 1845 bestanden im Dorf ein Schloss mit Schlosskapelle, ein Vorwerk, eine Oberförsterei, eine Ziegelei, eine katholische Schule und 71 Häuser. Im gleichen Jahr lebten in Turawa 581 Menschen, davon 59 evangelisch und einer jüdisch. 1858 hatte Turawa 702, 1861 wiederum 723 Einwohner. 1874 wurde der Amtsbezirk Turawa gegründet, welcher aus den Landgemeinden Friedrichsfelde, Groß Kottorz, Klein Kottorcz, Kobyllno und Turawa und den Gutsbezirken Kobyllno und Turawa bestand. Erster Amtsvorsteher war der Majoratsherr Graf von Garnier.
Bei der Volksabstimmung in Oberschlesien am 20. März 1921 stimmten 320 Wahlberechtigte für einen Verbleib bei Deutschland und 133 für Polen. Turawa verblieb beim Deutschen Reich. 1933 lebten im Ort 854 Einwohner. Zwischen 1933 und 1938 wurde östlich von Turawa der Turawa-Stausee angelegt. 1939 hatte der Ort 885 Einwohner. Bis 1945 befand sich der Ort im Landkreis Oppeln.
Kurz vor Einmarsch der Roten Armee wurde am 21. Januar 1945 die Brücke über die Malapane gesprengt. Bereits am darauffolgenden Tag marschierte die Rote Armee im Dorf ein. Die russischen Soldaten ermordeten sechs Menschen im Dorf und brannten 20 Häuser nieder, darunter die Schule und die Bank. Das Schloss Turawa diente bis zum Herbst 1945 als Wohnsitz eines russischen Kommandanten. Letzter Dorfvorsteher von Turawa war Peter Kupka, der das Amt seit 1919 innehatte. 1945 kam der bisher deutsche Ort unter polnische Verwaltung und wurde zunächst der Woiwodschaft Schlesien angeschlossen. Die deutsche Bevölkerung wurde weitgehend vertrieben. Die neu angesiedelten Bewohner waren zum Teil Heimatvertriebene aus Ostpolen. Der Gebrauch der deutschen Sprache und des schlesischen Dialektes war bis zum Jahr 1989 verboten und wurde als Vergehen bestraft. 1950 kam der Ort zur Woiwodschaft Oppeln. 1954 wurde ein neues Schulgebäude erbaut. 1999 kam der Ort zum wiedergegründeten Powiat Opolski. 1982 lebten 998 Menschen im Dorf. Am 8. März 2012 wurden in der Gmina zusätzlich amtliche deutsche Ortsnamen eingeführt.

## Sehenswürdigkeiten

### Schloss Turawa
Das Schloss Turawa wurde zwischen 1728 und 1730 im Stil des Spätbarocks durch Martin Scholz von Löwenckron erbaut. 1751 und 1760–1761 wurde das Schloss durch eine Schlosskapelle und den Nordflügel samt Eingangstor erweitert. In der zweiten Hälfte des 19. Jahrhunderts wurde das Schloss durch die Familie Von Garnier grundlegend umgebaut und erhielt seine heutige Gestalt in den Stilen des Barocks und des Rokokos. 1937 wurde im Schloss ein Waisenhaus eingerichtet. Letzter Besitzer des Schlosses war Hubertus von Garnier, der 1945 zusammen mit seiner Familie das Gut verließ und 1952 in Unterwössen starb. Im Jahr 2012 wurde seine Urne nach Turawa gebracht und am Schloss beigesetzt. 1945 wurde die Inneneinrichtung des Schlosses durch Soldaten der Roten Armee zerstört. 1949 wurde im Schloss ein Kinderheim eingerichtet.

### Weitere Sehenswürdigkeiten
- Marstall und Remise des Schlosses
- Ehemaliger Schlosspark mit zahlreichen Naturdenkmälern
- Alte Mühle (heute Restaurant Stary Młyn Turawa)
- St. Leonhardskapelle

## Vereine
- Deutscher Freundschaftskreis
- Freiwillige Feuerwehr OSP Turawa
- Fußballverein LZS Turawa

## Gemeinde
Die Landgemeinde (gmina wiejska) Turawa gliedert sich in elf Dörfer mit Schulzenämtern. Zum Gemeindegebiet gehört der Turawa-Stausee.

## Partnergemeinden
- Wetter (Ruhr), Deutschland, Nordrhein-Westfalen
- Saalfelder Höhe, Deutschland, Thüringen
- Dřevohostice, Tschechien, seit 2009.[13]

## Söhne und Töchter des Ortes
- Hubertus von Garnier (1874–1952), deutscher Großgrundbesitzer und Politiker
- Eberhard von Garnier (1881–1939), deutscher Vermögensverwalter, Bankmanager und Verbandsfunktionär